# Cheyenne (nome)
Cheyenne  è un nome proprio di persona inglese maschile e femminile.

## Varianti
- Femminili: Cheyanne[1], Chayenne[2], Shaienne[3]

## Origine e diffusione

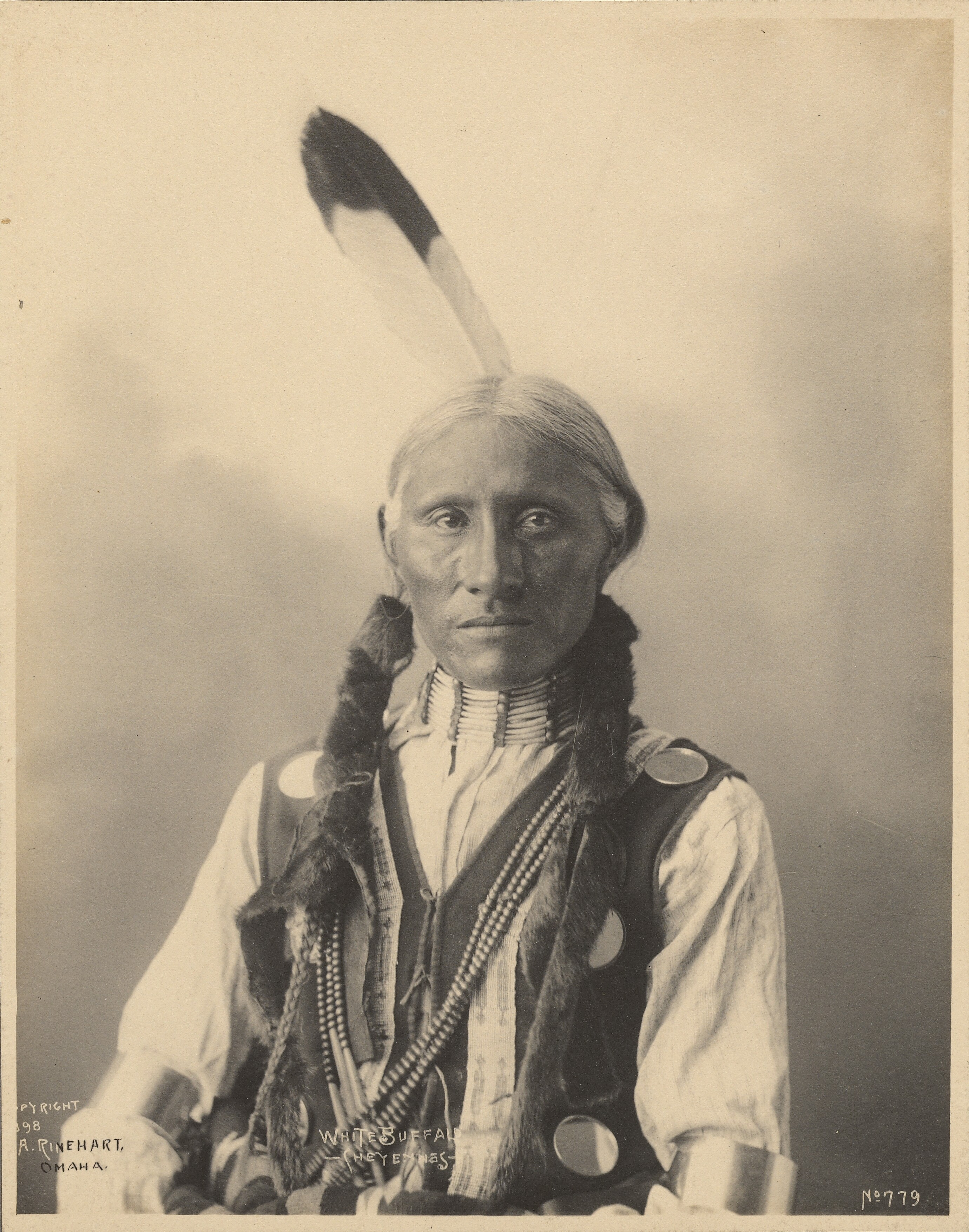
Il capo Cheyenne Bufalo Bianco

Si tratta di un nome nato nella seconda metà del Novecento, come ripresa di quello della tribù nativa americana dei Cheyenne (ma va notato che lo stesso nome è portato anche da una città del Wyoming, un fiume, una montagna e vari altri luoghi). L'uso del nome è primariamente femminile, ma è documentato anche al maschile.
L'etimologia del termine, che deriva, tramite il franco-canadese, dalla parola in lingua dakota Shahiyena o Sahi'yena, è dibattuta; un'interpretazione diffusa sostiene che questo termine sarebbe stato usato dai Dakota per indicare i Cheyenne in quanto parlavano una lingua diversa dalla loro, e il suo significato sarebbe quindi "che parlano in maniera incomprensibile", oppure "un po' come la gente che parla un'altra lingua", o ancora "quelli che parlano rosso" (in opposizione a "quelli che parlano bianco", cioè appunto i Dakota). Secondo alcune fonti, questa sarebbe però soltanto una paretimologia, e in realtà il nome sarebbe da ricondurre a un diminutivo in lingua lakota col senso di "i piccoli Šahíya" (non è chiaro chi sarebbero i Šahíya, probabilmente un'altra tribù algonchina).

## Onomastico
Il nome è adespota, ossia privo di santo patrono; l'onomastico si può festeggiare eventualmente il 1º novembre, giorno di Ognissanti.

## Persone

### Maschile
- Cheyenne Dunkley, calciatore inglese
- Cheyenne Jackson, attore e cantante statunitense

### Femminile

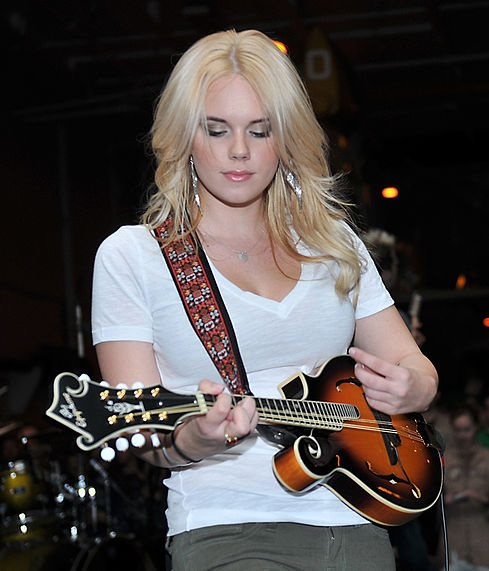
Cheyenne Kimball

- Cheyenne Kimball, cantautrice e musicista statunitense
- Cheyenne Parker, cestista statunitense
- Cheyenne Rosenthal, slittinista tedesca
- Cheyenne Silver, attrice pornografica statunitense

## Il nome nelle arti
- Cheyenne Cinnamon è la protagonista del cartone animato Cheyenne Cinnamon and the Fantabulous Unicorn of Sugar Town Candy Fudge.